# Les Poupées russes
Les Poupées russes (Brasil: Bonecas Russas / Portugal: As Bonecas Russas) é um filme de comédia dramática e romântica franco-britânico de 2005, escrito e realizado por Cédric Klapisch. Protagonizado por Romain Duris, Kelly Reilly, Audrey Tautou, Cécile de France e Kevin Bishop.
É o segundo filme de uma trilogia, antecedido por L'Auberge espagnole (2002) e seguido por Casse-tête chinois (2013).

## Enredo
Cinco anos depois das suas aventuras em Barcelona, Xavier vive agora em Paris e conseguiu realizar o seu sonho de infância: é escritor. No entanto, sente-se um pouco perdido, pois ganhar a vida como escritor não é assim tão simples como ele poderia supor. Para além disso, a sua busca pela mulher perfeita fá-lo saltar de namorada em namorada, numa série de relações inconsequentes.
Xavier escreve o argumento de uma minissérie nacional e, quando esta acaba, surge-lhe a oportunidade de continuar o seu trabalho em Londres, onde vai trabalhar em colaboração com Wendy — uma das suas colegas de quarto quando esteve em Erasmus. Entretanto, os dois vão envolver-se numa relação amorosa, ao mesmo tempo que Xavier consegue um trabalho para escrever uma biografia de uma modelo, com quem também acabará por ser envolver amorosamente.
William, o irmão de Wendy, vai casar-se com uma bailarina russa e para a sua cerimónia convida todos os seus amigos a deslocarem-se a São Petersburgo. Durante a sua estadia na Rússia, Wendy descobre que Xavier é infiel, o que resulta na separação de ambos. No final, Wendy acaba por perdoar-lhe e juntos começam uma nova vida em Londres.

## Elenco
| - Romain Duris… Xavier - Kelly Reilly… Wendy - Audrey Tautou… Martine - Cécile de France… Isabelle - Kevin Bishop… William - Evguenia Obraztsova… Natacha - Irene Montalà… Neus - Gary Love… Edward - Lucy Gordon… Celia Shelburn - Aïssa Maïga… Kassia - Martine Demaret… a mãe de Xavier - Pierre Cassignard… Platane | - Olivier Saladin… Gérard - Pierre Gérald… Papou, o avô de Xavier - Zinedine Soualem… M. Boubaker, o vizinho - Hélène Médigue… Mme Vanpeteguem, a banqueira - Carole Franck… a produtora de TV - Robert Plagnol… o autor da série - Nicolas Briançon… o realizador da série - Bernard Haller… Michel Hermann - Cristina Brondo… Soledad - Federico D'Anna… Alessandro - Barnaby Metschurat… Tobias - Christian Pagh… Lars |

## Banda sonora
| N.º            | Título                  | Compositor(es)                  | Intérprete                             | Duração |  |
| 1.             | "Démesure des mesures"  | Bruno Epron Mahmoudi, Loik Dury | Kraked Unit                            | 2:01    |  |
| 2.             | "Body Language"         | R. Perrymann                    | Da GrassRoots ft. Saukrates & Choclair | 3:35    |  |
| 3.             | "En Vrak"               | Kraked Unit                     | Bruno Epron Mahmoudi, Loik Dury        | 3:39    |  |
| 4.             | "Disco King"            | Oliver Montel                   | Oliver Montel                          | 2:46    |  |
| 5.             | "Xavier La Fronde"      | L. Levesque, Loik Dury          | Kraked Unit                            |         |  |
| 6.             | "One Fudge"             | Douglas, Rosario                | El Fudge                               | 3:25    |  |
| 7.             | "La ballade de Neus"    | L. Levesque, Loik Dury          | Kraked Unit                            | 2:40    |  |
| 8.             | "Celia's Kiss"          | Christophe Disco Minck          | Kraked Unit                            | 2:46    |  |
| 9.             | "Ivzorski Biseri"       |                                 | Boban Markovic Orchestra               | 4:13    |  |
| 10.            | "Mysteries"             | Beth Gibbons, Paul Webb         | Beth Gibbons & Rustin Man              | 4:33    |  |
| 11.            | "C koi ce bordel"       | L. Levesque, Loik Dury          | Kraked Unit                            | 0:42    |  |
| 12.            | "Poupées russes"        | L. Levesque, Loik Dury          | Kraked Unit                            | 3:24    |  |
| 13.            | "Bitches on the Ground" | Pascal Oyong-Oly                | Spleen                                 | 5:14    |  |
| 14.            | "La Reine des Queens"   | Loik Dury                       | Kraked Unit                            | 2:42    |  |
| 15.            | "Dutchy"                | B. Possemis, I. Van Amersfoord  | Track Addicts                          | 4:50    |  |
| 16.            | "Smile"                 | Yan. Nikolenko                  | Seti                                   | 3:17    |  |
| 17.            | "Mama mne Govorit"      | Sergei Shnurov                  | Diody                                  | 3:19    |  |
| 18.            | "Martine Princess"      | Laurent Levesque                | Laurent Levesque                       | 2:09    |  |
| Duração total: | Duração total:          | Duração total:                  | Duração total:                         | 55:34   |  |

## Prémios
Vencido:
- Prémio César de Melhor Atriz Secundária — Cécile de France

Nomeações:
- Prémio César de Melhor Atriz Secundária — Kelly Reilly
- Prémio César de Melhor Montagem — Francine Sandberg
- Gérard du Cinéma 2006 de Pior Atriz — Audrey Tautou
- Globes de Cristal de Melhor Filme — Cédric Klapisch
- NRJ Cine Awards de Melhor beijo — Romain Duris e Kelly Reilly
- NRJ Cine Awards de Melhor Ator do Ano — Romain Duris
- NRJ Cine Awards de Melhor Atriz do Ano — Kelly Reilly